# Oberlungwitz
Oberlungwitz – miasto we wschodnich Niemczech, w kraju związkowym Saksonia, w okręgu administracyjnym Chemnitz, w powiecie Zwickau (do 31 lipca 2008 w powiecie Chemnitzer Land).

## Geografia
Oberlungwitz leży ok. 18 km na północny wschód od Zwickau i ok. 15 km na zachód od Chemnitz.
Przez miasto przebiega droga krajowa B173.